# 魏豹
魏 豹（ぎ ひょう、? - 紀元前204年）は、中国の戦国時代後期から秦代にかけての政治家。魏王室の公子で後の西魏王。魏咎の弟または従弟。名の読みは呉音の「ぎひょう」に対して、漢音の「ぎほう」とも呼ばれる。 

## 生涯
陳勝・呉広の乱に乗じて魏咎と共に挙兵し、周巿らに擁立された魏咎が魏王になるとこれに仕えた。
紀元前208年、秦の章邯の侵攻によって魏咎が焼身自殺すると、魏豹は楚の項梁を頼って逃亡した。そして、懐王より数千の兵を借り、魏の20余城を攻め落とした。章邯が項羽に降伏した報を聞くと、自ら魏王と称した。
紀元前206年に項羽が秦を滅ぼすと、魏豹は領土を削り取られて西魏王とされた。楚漢戦争が始まり、劉邦が韓信を得て章邯らの治める三秦を打ち破ると、魏豹は自ら劉邦と同盟を結び、彭城の戦いに加わる。しかし、彭城の戦いでは各国が自分勝手に陣を張ったために統率が取れず、項羽の3万の軍勢の前に連合軍は大敗した。
敗戦後、魏豹は母を看病すると偽って帰国し、劉邦から離反して項羽に味方した。魏地に展開していた項羽の将・項它は魏豹に加勢する。魏豹の離反に危惧した劉邦は酈食其を使者として説得に訪れさせたが、魏豹は「私は傲慢で礼儀知らずで横柄な漢王（劉邦）に二度と会いたくもない」とこれを拒否した。
劉邦は魏豹との交渉から帰還した酈食其に魏豹の諸将についてたずねた。このやりとりは『史記』にはなく『漢書』に記載がある。酈食其はこたえる。「大将は柏直、騎兵の将は馮敬、歩兵の将は項它」　劉邦はいう。韓信軍の副将には灌嬰と曹参を起用していた。　「柏直は青二才、韓信の敵ではあるまい。秦将馮無択の子は賢だが灌嬰にはかなうまい。項它も曹参の敵ではない。心配はない」　韓信もいう。「魏豹は周叔を大将に起用しないのか」　柏直を若僧と評している。
紀元前205年、劉邦軍とは別行動の韓信軍による諸国遠征が始まると、最初に西魏が標的となり、黄河を挟んで対岸に位置する蒲阪と臨晋に、それぞれ魏軍と漢軍が対峙した。蒲阪に魏軍が集中していることを知った韓信は、臨晋から大軍が渡河するように見せかけ、上流に回り込んで木樽（たる）で作った即席の筏で黄河を渡り、魏軍の背後にある首都安邑を衝いた。これに慌てた魏軍は引き返そうとしたが、前後から攻撃されて大敗し、魏豹は捕らえられて、西魏は劉邦の漢の直轄地の郡に編入された。魏豹は庶民に落とされた。側室の薄氏は劉邦の側室となり、のちに劉恒（文帝）を生んだ。
紀元前204年、魏豹は再び登用され、滎陽で周苛や樅公とともに守備を命じられ、漢軍をまとめさせた。しかし、間もなく項羽率いる楚軍に包囲されると（滎陽の戦い）、秋8月に周苛と樅公は「魏豹が反乱を起こす恐れがある」と判断して、魏豹を殺害した。その後、滎陽は項羽に攻め落とされ、周苛は煮殺され、樅公は処刑された。劉邦が魏豹を滎陽の守備に命じたのは劉邦の参謀の陳平らの進言からであり、魏豹が再び離反する可能性がある信用のおけない人物であり、それゆえに周苛達に謀殺されることも見越しての事であった。